# Década de 1920
Conforme padronização da norma internacional para representação de data e hora da Organização Internacional de Padronização (ISO), a década de 1920, também referida como década de 20 ou ainda anos 20, compreende o período de tempo entre 1 de janeiro de 1920 e 31 de dezembro de 1929.

## Visão geral

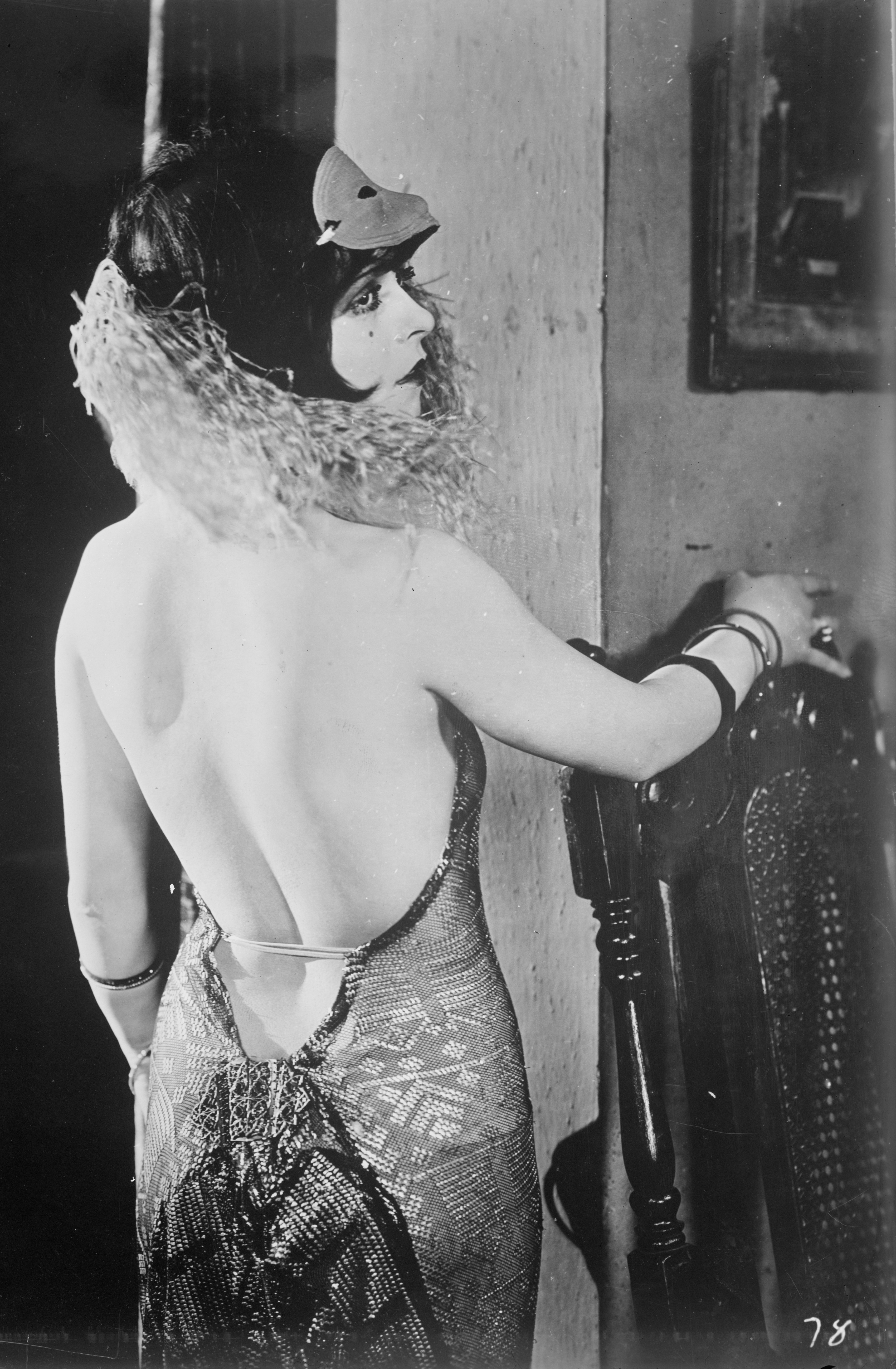
O penteado feminino La Garçonne, cortado à altura da orelha, foi um modismo que começou nos anos 1920. Na foto: a atriz Clara Bow.

Os EUA haviam se tornado uma das maiores potências do mundo - prosperidade essa que teve uma forte queda em 1929 com a quebra da Bolsa de Valores de Nova Iorque. A Europa, simultaneamente, sofria as consequências da Primeira Guerra Mundial, que viria permitir a ascensão do Nazismo, liderado por Hitler, após a Crise de 29, o surgimento do Fascismo italiano e ainda o Salazarismo em Portugal.
Na cultura e nos costumes, houve mais liberdade. Os filmes de Clara Bow e as comédias de Chaplin, imperavam no cinema. Houve também o surgimento do primeiro personagem de desenho animado popular ao ponto de, por si só, atrair o público: o Gato Félix. Também surgiram movimentos de arte como o dadaísmo, de Marcel Duchamp e o surrealismo, de Salvador Dalí. O cinema também passou por uma revolução com os movimentos de vanguarda, na União Soviética, cineastas como Sergei Eisenstein de O Encouraçado Potemkin (1925) e Dziga Vertov, de O Homem com a Câmera (1929), refizeram o cinema. Na Espanha, tinham espaço os filmes surrealistas de Luís Buñuel. Na França, uma dançarina afro-americana, Josephine Baker, apresentava-se nos teatros da efervescente cidade de Paris, ditando a moda a todo o mundo, tendo divulgado os banhos de sol. Na arquitetura destaca-se o Art Deco (que perduraria nas duas décadas seguintes: anos 30 e anos 40). O mundo também vivia a "Era do Jazz", este ritmo musical havia se tornado amplamente popular ao longo da década. Um exemplo de uma música da época é Rhapsody in Blue do compositor George Gershwin. Outro ritmo muito popular era o Blues.
No Brasil, entre 11 e 18 de fevereiro de 1922 é realizada, no Teatro Municipal de São Paulo, a "Semana de Arte Moderna", que contou com a participação de escritores, artistas plásticos, arquitetos e músicos. O seu objetivo era renovar o ambiente artístico e cultural da cidade com "a perfeita demonstração do que há no nosso meio a nível da escultura, arquitetura, música e literatura sob o ponto de vista rigorosamente atual", como informava o Correio Paulistano no dia 29 de janeiro de 2010.

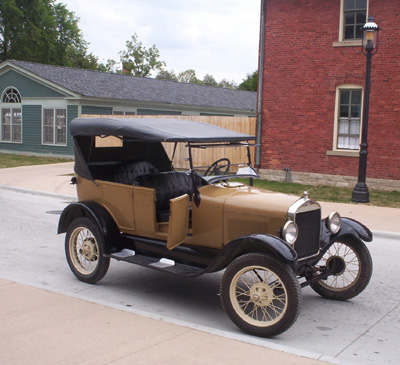
Ford T de 1927, modelo que ficou conhecido no Brasil como Ford-de-Bigode.

Participavam nesse movimento os seguintes artistas: Anita Malfatti, Di Cavalcanti, John Graz, Alberto Martins Ribeiro, Oswaldo Goeldi, com pinturas e desenhos; Victor Brecheret, Hildegardo Leão Velloso e Wilhelm Haarberg, com esculturas; Antonio Garcia Moya e Georg Przyrembel, com projetos de arquitetura; os escritores Mário de Andrade, Oswald de Andrade, Menotti del Picchia, Sérgio Milliet, Plínio Salgado, Manuel Bandeira, Ronald de Carvalho, Álvaro Moreira, Renato de Almeida, Ribeiro Couto e Guilherme de Almeida; além de nomes já consagrados na música, como Heitor Villa-Lobos, Guiomar Novais, Ernâni Braga e Frutuoso Viana; entre vários outros artistas e intelectuais que vieram a tomar parte no movimento cultural que ali se iniciou.
Além desses eventos, 1922 foi um ano um tanto conturbado, com a Revolta dos 18 do Forte de Copacabana, a Revolta de São Paulo 1924, a eleição de Artur Bernardes que governou em praticamente estado de sítio, e a fundação do Partido Comunista Brasileiro (PCB).
Também no Brasil iniciaram as primeiras transmissões de rádio. Em 1925 Tarsila do Amaral lançava uma de suas obras mais famosas: O vendedor, em 1928 Abaporu.
A prosperidade econômica experimentada por muitos países durante a década de 1920 (especialmente os Estados Unidos) foi de natureza semelhante a que será experimentada nas décadas de 1950 e 1990. Cada período de prosperidade foi o resultado de uma mudança de paradigma nos assuntos globais. As mudanças nas décadas de 1920 ocorreram em parte como resultado da conclusão da Primeira Guerra Mundial e da gripe espanhola.
O inventor Philo Farnsworth criou a primeira televisão funcional em 1927. Porém aparelhos de televisão produzidos em série para o grande público só seriam produzidos e popularizados a partir de 1946 (década de 40).
Faltando pouco mais de dois meses para acabar esta década, a queda da bolsa de Nova York, em 24 de outubro de 1929, marcou o fim desta época de prosperidade que ficou conhecida como "Loucos Anos 20".